# Encounters Short Film and Animation Festival
Encounters Film Festival est un festival de courts métrages, d'animation et de réalité virtuelle basé à Bristol, en Angleterre.
Basé à Bristol, Encounters organise un festival de six jours en septembre et ses principaux sites sont Watershed et Arnolfini, sur le port de Bristol.

## Histoire
Le festival débute en 1995 sous le nom de Brief Encounters, un événement ponctuel. Animated Encounters est créé en 2001 pour célébrer et présenter l'animation. En 2006, les deux festivals se réunissent sous le nom de Encounters Short Film Festival.